# Gubernatorzy Maine

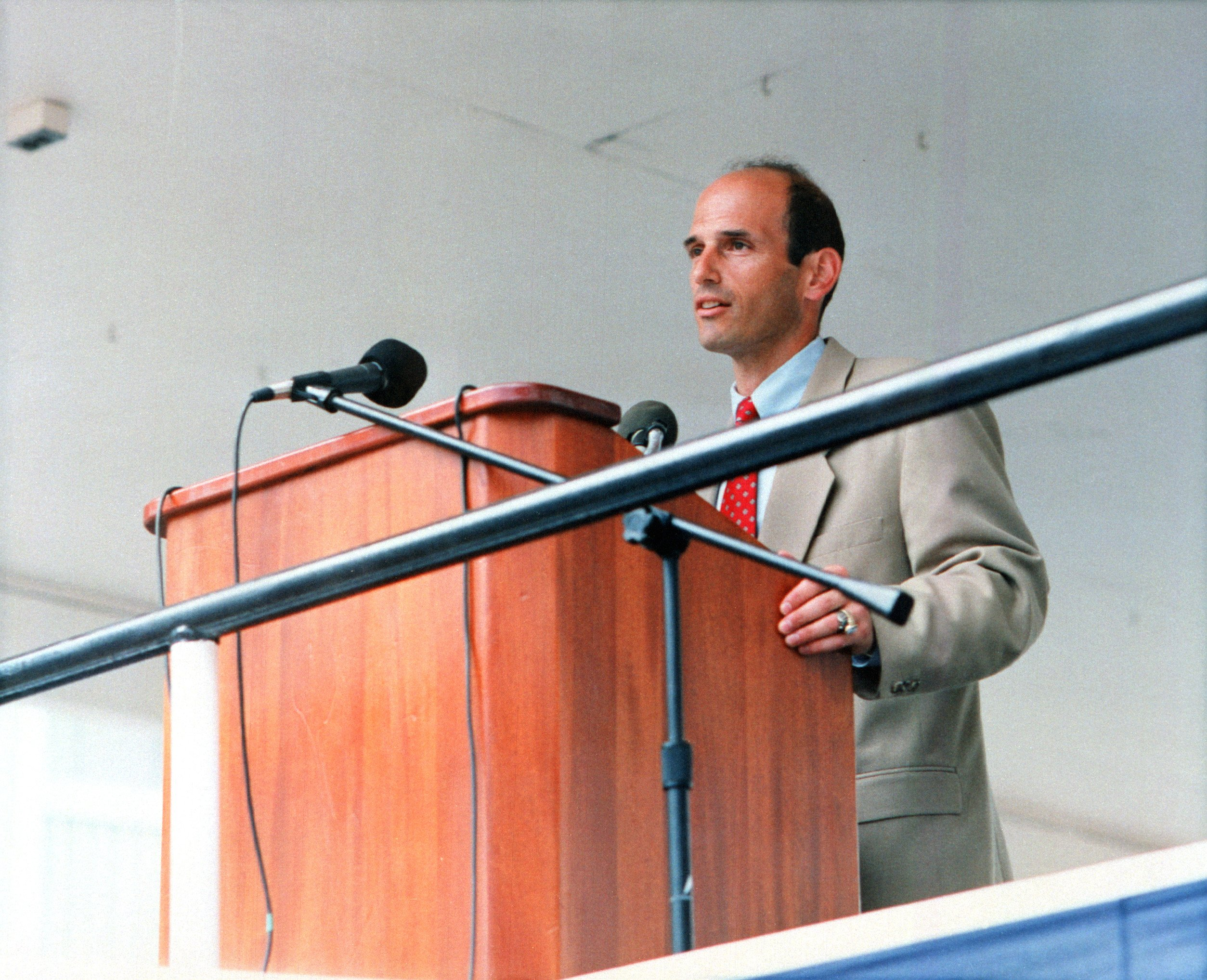
John Baldacci, urzędujący gubernator Maine

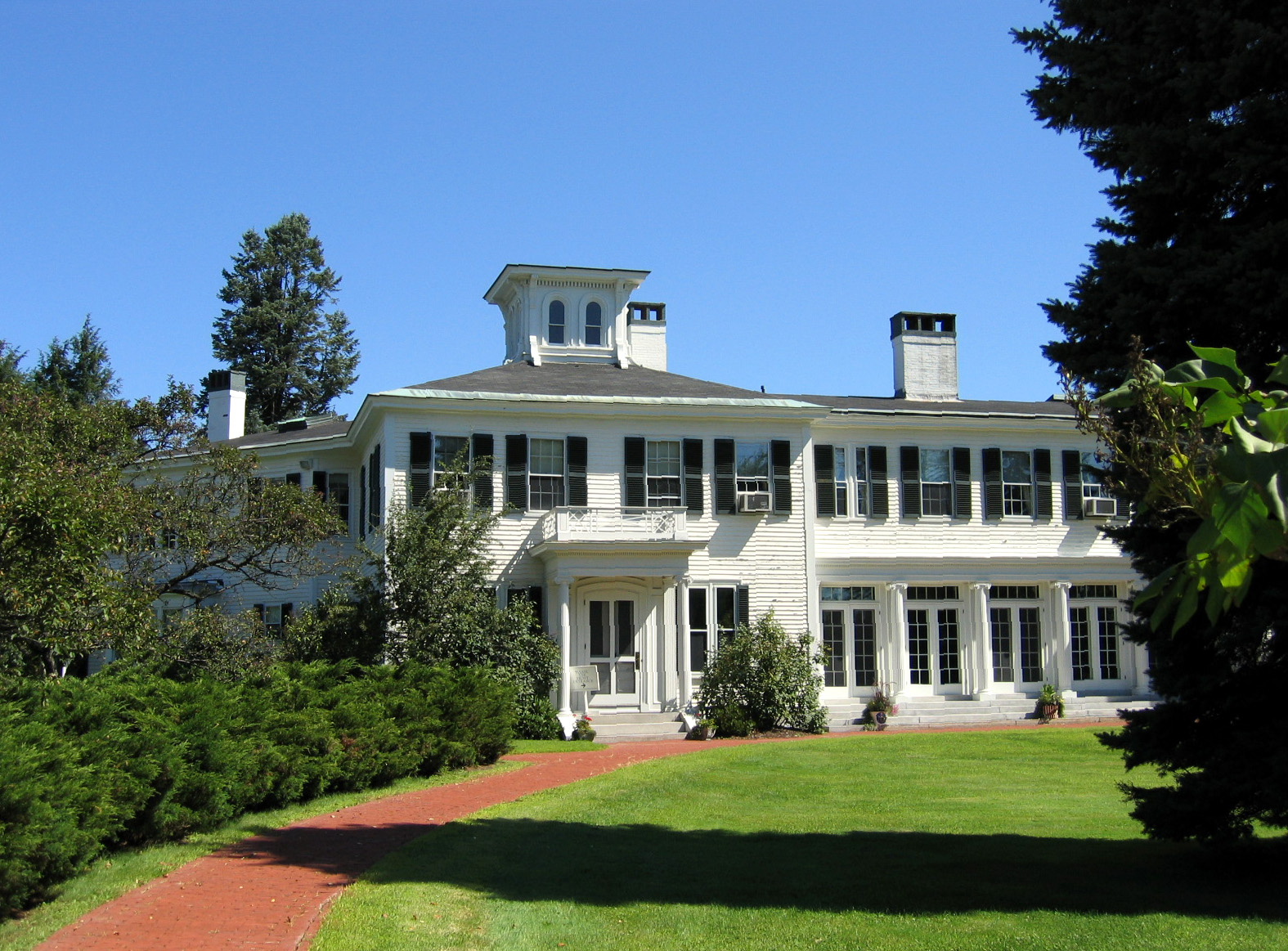
Blaine House, oficjalna rezydencja gubernatorów

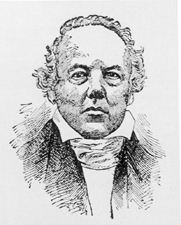
Gubernator Albion Parris (1822-28)

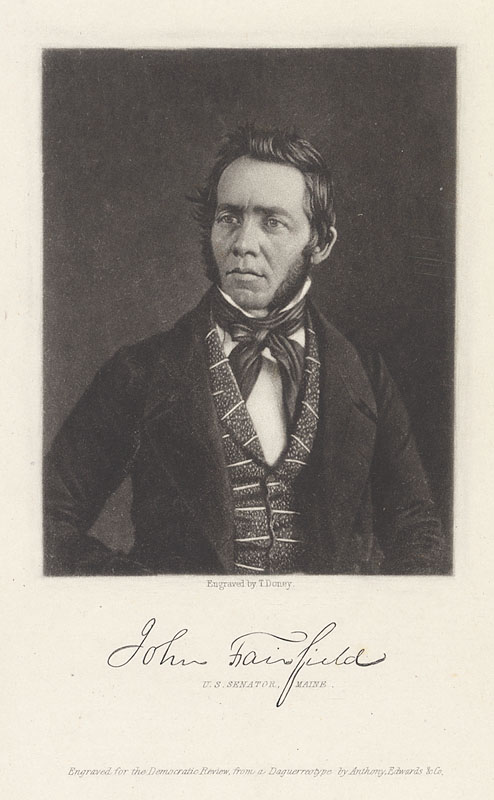
Dwukrotny gubernator John Fairfield

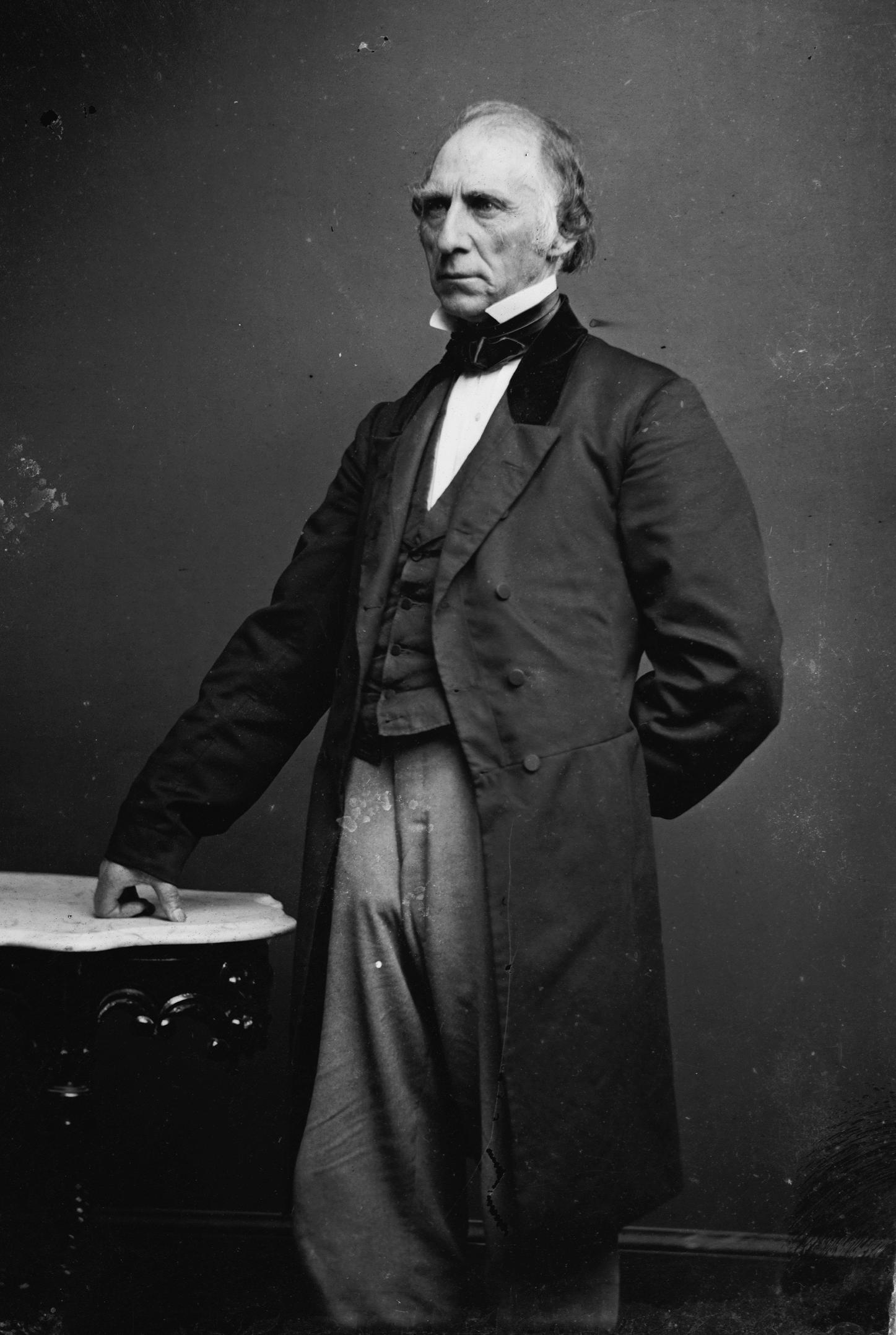
Gubernator Anson Morill (1855-56)

Gubernator Maine (Governor of Maine) stoi na czele władzy wykonawczej w amerykańskim stanie Maine. Urząd ten istnieje od roku 1820, w którym Maine odłączyło się od Massachusetts i uzyskało status odrębnego stanu. Gubernator pochodzi z wyborów bezpośrednich, a jego kadencja trwa cztery lata. Nie może sprawować swojego urzędu przez więcej niż dwie kadencje z rzędu, jednak gdy minie co najmniej kadencja od jego ustąpienia, może kandydować na kolejne dwie. Gubernatorem może zostać osoba w wieku co najmniej 30 lat, od co najmniej piętnastu lat posiadająca obywatelstwo USA i zamieszkująca w Maine od co najmniej pięciu lat. 
W przeciwieństwie do większości amerykańskich stanów, w Maine nie ma urzędu zastępcy gubernatora (lieutenant governor). W przypadku jego śmierci, rezygnacji lub usunięcia z urzędu, nowym gubernatorem na czas pozostały do końca kadencji zostaje automatycznie prezydent Senatu. Oficjalną rezydencją gubernatora jest gmach Blane House w stolicy stanu, Auguście.

## Lista gubernatorów
Wyjaśnienia skrótów przynależności partyjnej: D - Partia Demokratyczna, R - Partia Republikańska, D-R - Partia Demokratyczno-Republikańska, W - Amerykańska Partia Wigów, NR - Narodowi Republikanie, bezp. - berpartyjny.

1. 1820-21: William King (D-R)
2. 1821: William Williamson (D-R)
3. 1821-22: Benjamin Ames (D-R)
4. 1822: Daniel Rose (D-R)
5. 1822-27: Albion Parris (D-R)
6. 1827-29: Enoch Lincoln (D-R)
7. 1829-30: Nathan Cutler (D)
8. 1830: Joshua Hall (D)
9. 1830-31: Jonathan Hunton (NR)
10. 1831-34: Samuel Smith (D)
11. 1834-38: Robert Dunlap (D)
12. 1838-39: Edward Kent (W)
13. 1839-41: John Fairfield (D)
14. 1841: Richard Vose (W)
15. 1841-42: Edward Kent (W)
16. 1842-43: John Fairfield (D)
17. 1843-44: Edward Kavanaugh (D)
18. 1844: David Dunn (D)
19. 1844: John Dana (D)
20. 1844-47: Hugh Anderson (D)
21. 1847-50: John W. Dana (D)
22. 1850-53: John Hubbard (D)
23. 1853-55: William Crosby (W)
24. 1855-56: Anson P. Morrill (R)
25. 1856-57: Samuel Wells (D)
26. 1857: Hannibal Hamlin (R)
27. 1857-58: Joseph Williams (R)
28. 1858-61: Lot Morrill (R)
29. 1861-63: Israel Washburn (R)
30. 1863-64: Abner Coburn (R)
31. 1864-67: Samuel Cony (R)
32. 1867-71: Joshua Chamberlain (R)
33. 1871-74: Sidney Perham (R)
34. 1874-76: Nelson Dingley (R)
35. 1876-79: Selden Connor (R)
36. 1879-80: Alonzo Garcelon (D)
37. 1880-81: Daniel Davis (R)
38. 1881-83: Harris Plaisted (D)
39. 1883-87: Frederick Robie (R)
40. 1887: Joseph Bodwell (R)
41. 1887-89: Sebastian Streeter Marble (R)
42. 1889-93: Edwin Burleigh (R)
43. 1893-97: Henry Cleaves (R)
44. 1897-1901: Llewellyn Powers (R)
45. 1901-1905: John Fremont Hill (R)
46. 1905-09: William Cobb (R)
47. 1909-11: Bert Fernald (R)
48. 1911-13: Frederick Plaisted (D)
49. 1913-15: William T. Haines (R)
50. 1915-17: Oakley Curtis (D)
51. 1917-21: Carl Milliken (R)
52. 1921: Frederic Parkhurst (R)
53. 1921-25: Percival Baxter (R)
54. 1925-29: Ralph Owen Brewster (R)
55. 1929-33: William Tudor Gardiner (R)
56. 1933-37: Louis Brann (D)
57. 1937-41: Lewis Barrows (R)
58. 1941-45: Sumner Sewall (R)
59. 1945-49: Horace Hildreth (R)
60. 1949-52: Frederick Payne 	(R)
61. 1952-53: Burton Cross (R)
62. 1953: Nathaniel Haskell (R)
63. 1953-55: Burton Cross (R)
64. 1955-59: Edmund Muskie (D)
65. 1959: Robert Haskell (R)
66. 1959: Clinton Clauson (D)
67. 1959-67 John Reed (R)
68. 1967-75: Kenneth Curtis (D)
69. 1975-79: James Longley (bezp.)
70. 1979-87: Joseph Brennan (D)
71. 1987-95: John McKernan (R)
72. 1995-2003: Angus King (bezp.)
73. 2003-2011: John Baldacci (D)
74. 2011-2019: Paul LePage (R)
75. 2019-   : Janet Mills (D)